# Dong Yanmei
Dong Yanmei (董艳梅S, Dǒng YànméiP; Xuengdong, 16 febbraio 1977) è un'ex mezzofondista cinese.

## Palmarès
| Anno | Manifestazione  | Sede     | Evento       | Risultato | Prestazione | Note                                     |
| ---- | --------------- | -------- | ------------ | --------- | ----------- | ---------------------------------------- |
| 2001 | Mondiali indoor | Lisbona  | 3.000 metri  | 5ª        | 8'41"34     |                                          |
| 2001 | Mondiali        | Edmonton | 5.000 metri  | 4ª        | 15'10"73    |                                          |
| 2001 | Universiadi     | Pechino  | 5.000 metri  | Oro       | 15'30"28    | Miglior prestazione personale stagionale |
| 2001 | Universiadi     | Pechino  | 10.000 metri | Oro       | 32'45"14    |                                          |